# Година диявола
«Година диявола» (англ. The Devil's Hour) — британський телесеріал у жанрі трилера. Головні ролі виконують Джессіка Рейн, Пітер Капальді та Нікеш Патель. Прем'єра першого сезону серіалу відбулася на сервісі Amazon Prime Video 28 жовтня 2022 року. У листопаді було офіційно підтверджено, що серіал продовжено на другий та третій сезони. Прем'єра другого сезону відбулася 18 жовтня 2024 року.

## Сюжет
Щоночі Люсі Чемберс прокидається рівно о 3:33, у проміжок так званої «диявольської години» між 3-ю та 4-ю годинами ранку. У неї є восьмирічний син, який замкнутий у собі та позбавлений емоцій. Її мати розмовляє із порожніми стільцями. Будинок у якому вона живе переслідують відлуння життя, яке їй не належить. Коли ім'я Люсі незрозумілим чином виявляється пов'язане із серією жорстоких вбивств, вона нарешті починає знаходити відповіді, що вислизали від неї протягом усіх цих років.

## У ролях
- Джессіка Рейн — Люсі Чемберс
- Пітер Капальді — Гідеон Шепард
- Нікеш Патель — детектив Раві Діллон
- Алекс Фернс — детектив Нік Холнесс
- Міра Сайал — доктор Рубі Беннетт
- Барбара Мартен — Сільвія Чемберс
- Філ Данстерр — Майк Стівенс
- Бенджамін Чіверс — Айзек Стівенс

## Список серій

### Сезон 1
| № серії | Назва серії                                                            | Режисер(и)   | Сценарист(и) | Оригінальна дата виходу |
| --- | ---------------------------------------------------------------------- | ------------ | ------------ | ----------------------- |
| 1 | «3.33»                                                                 | Джонні Аллан | Том Моран    | 28 жовтня 2022          |
| Люсі намагається допомогти своєму синові Ісааку, який, схоже, страждає від емоційного розладу. Їй також сняться кошмари, які будять її щоночі в один і той самий час. Тим часом DI Dhillon розслідує вбивство літнього чоловіка в його будинку.                   |                                                                        |              |              |                         |
| 2 | «Оксамитовий кролик» «англ. The Velveteen Rabbit»                      | Джонні Аллан | Том Моран    | 28 жовтня 2022          |
| Люсі та лікар Беннетт намагаються зв’язатися з Ісааком, але безуспішно, оскільки його поведінка стає все більш тривожною. Інспектор Діллон та інспектор Холнесс відчайдушно шукають потрібну Люсі Чемберс, але надто пізно розуміють, що переслідують не ту ціль. |                                                                        |              |              |                         |
| 3 | «Чайковський» «англ. Tchaikovsky»                                      | Джонні Аллан | Том Моран    | 28 жовтня 2022          |
| Люсі та поліція гарячково шукають Ісаака. Люсі відвідує місіс Слейд, роблячи відкриття, яке спрямовує розслідування в шокуюче нове русло. Мати Люсі робить щось дивовижне.                                                                                        |                                                                        |              |              |                         |
| 4 | «Після бурі» «англ. After the Storm»                                   | Ізабель Зіб  | Том Моран    | 28 жовтня 2022          |
| Люсі використовує свої стосунки з Діллоном, щоб вистежити невловимого підлітка, стурбованого тим, що він став мішенню їх головного підозрюваного. |                                                                        |              |              |                         |
| 5 | «Половину себе ми втратили» «англ. The Half of Ourselves We Have Lost» | Ізабель Зіб  | Том Моран    | 28 жовтня 2022          |
| Після трагічного повороту долі Діллон об’єднується з Люсі, щоб вистежити таємничу незнайомку в центрі хаосу. |                                                                        |              |              |                         |
| 6 | «Амор Фаті» «англ. Amor Fati»                                          | Джонні Аллан | Том Моран    | 28 жовтня 2022          |
| Оскільки підозрюваний знаходиться під вартою, Люсі зможе розгадати таємниці життя. Але чи повірить вона їм? |                                                                        |              |              |                         |

### Сезон 2
| № серії | Назва серії                                                      | Режисер(и)       | Сценарист(и) | Оригінальна дата виходу |
| ------- | ---------------------------------------------------------------- | ---------------- | ------------ | ----------------------- |
| 1       | «Інспектор-детектив Чемберс» «англ. DI Chambers»                 | Джонні Аллан     | Том Моран    | 18 жовтня 2024          |
| 2       | «Червоні лінії» «англ. Red Lines»                                | Джонні Аллан     | Том Моран    | 18 жовтня 2024          |
| 3       | «Щось, що починається на «Д»» «англ. Something Beginning With D» | Шон Джеймс Ґрант | Том Моран    | 18 жовтня 2024          |
| 4       | «Далеко» «англ. Far Away»                                        | Шон Джеймс Ґрант | Том Моран    | 18 жовтня 2024          |
| 5       | «Народження трагедії» «англ. Birth of a Tragedy»                 | Джонні Аллан     | Том Моран    | 18 жовтня 2024          |

## Виробництво
Про розроблення телесеріалу за оригінальним сценарієм Тома Морана стало відомо у грудні 2019 року. Виконавчими продюсерами окрім самого Морана виступають Стівен Моффат та Сью Верчю. У березні 2021 року було офіційно підтверджено, що компанія Amazon замовила сезон, що складається з 6-ти серій, які вийдуть ексклюзивно на сервісі Amazon Prime Video.
У червні 2021 року було оголошено, що на головні ролі у проєкті були обрані Джессіка Рейн та Пітер Капальді. Героїня Рейн — одинока мати Люсі Чемберс, якій сняться жахливі видіння, тоді як Капальді грає самітника Гідеона, одержимого манією вбивств. Він стає головним підозрюваним поліцейського розслідування, яке очолює детектив Раві Діллон у виконанні Нікеша Пателя. Також в акторському складі задіяні Міра Саял, Алекс Фернс, Філ Данстер, Барбара Мартен, Томас Домінік, Ріаннон Гарпер-Рафферті, Джон Аластер, Сандра Хаггетт та Бенджамін Чіверс.
Знімальний процес першого сезону серіалу розпочався в червні 2021 року в Лондоні та Фарнборо. Частина зйомок також проходила у місті Пісхейвен у Східному Суссексі. Зйомки тривали п'ять місяців, завершившись у листопаді 2021 року.
Зйомки другого сезону стартували в лютому 2023 року. Підтверджено, що до акторського складу другого сезону приєдналася Саффрон Гокінг, яка зіграє роль сержанта Сем Бойд. Зйомки сезону завершилися в червні 2023 року.
Третій сезон серіалу планують розпочати знімати в лютому 2024 року.

## Показ
Прем'єра всіх шести серій першого сезону відбулася 28 жовтня 2022 на стрімінговому сервісі Amazon Prime Video.
Прем'єра другого сезону відбулася 18 жовтня 2024 року.